# Азіз Насірзаде
Азіз Насірзаде (перс. عزیز نصیرزاده; нар. 1965) — бригадний генерал армії Ісламської Республіки Іран, заступник начальника Генерального штабу Збройних сил Ісламської Республіки Іран з вересня 2021 року. Був командувачем ВПС ІРІ з серпня 2018 року по вересень 2021 року . Раніше обіймав посаду начальника штабу ВПС ІРІ. Ветеран ірано-іракської війни, а також сертифікований пілот F-14. 